# تيمور كابادزه
تيمور كابادزه (بالأوزبكية: Temur Kapadze)، من مواليد 5 سبتمبر 1981 في فيرغانا في أوزبكستان، لاعب كرة قدم أوزبكستاني.
و هو يلعب مع نادي باختاكور.
و هو يلعب مع منتخب أوزباكستان لكرة القدم منذ عام 2002.

## كأس آسيا 2007
و قد سجل هدف في مرمى منتخب ماليزيا لكرة القدم، وقد سجل هدف في مرمى منتخب الصين لكرة القدم.

## روابط خارجية
- تيمور كابادزه على موقع الاتحاد الدولي (مؤرشف)  (الإنجليزية)
- تيمور كابادزه على موقع دوري كوريا الجنوبية (الإنجليزية)
- تيمور كابادزه على موقع قاعدة بيانات كرة القدم.إي يو (الإنجليزية)
- تيمور كابادزه على موقع ناشيونال فوتبول تيمز (الإنجليزية)
- تيمور كابادزه على موقع Soccerway.com (الإنجليزية)
- تيمور كابادزه على موقع كووورة